# Arteria caecalis anterior
Die Arteria caecalis anterior (lat. für ‚vordere Blinddarmarterie‘) ist eine Schlagader der Bauchhöhle des Menschen. Sie entspringt im Bereich der Gekrösewurzel am Übergang vom Ileum zum Blinddarm aus der Arteria ileocolica und zieht über die Plica caecalis vascularis an den Blinddarm, welchen sie zusammen mit der Arteria caecalis posterior versorgt.